# أوقية موريتانية
الأوقية هي الوحدة الأساسية لعملة موريتانيا، وتتكون الأوقية من خمس عملات معدنية وخمس أوراق نقدية صادرة عن البنك المركزي الموريتاني. العملة الموريتانية مقيدة حيث لا يسمح بإدخال أو إخراجها من البلد ويتم تبديل العملة في المصارف ويجب أبراز إيصالات التصريف الرسمية لدى مغادرة موريتانيا.

## تاريخ الإصدار
قامت الدولة في عام 1973 بإصدار عملتها الوطنية الخاصة بعد أن كان الفرنك الغرب إفريقي هو المستخدم فيها.
وأُدخلت الأوقية الحالية في عام 2018، لتحل محل الأوقية القديمة بمعدل 1 أوقية جديدة = 10 أوقية قديمة، والتي حلت بدورها محل الفرنك الغرب الأفريقي بمعدل 1 أوقية قديمة = 5 فرنك. اسم أوقية ( أوقية ) هو النطق العربي الحسني أُوقِية)، وتعني "أونصة".

## الأوقية الأولى (MRO)

### العملات المعدنية
في عام 1973، أُدخلت إلى التداول عملات معدنية بفئات 1/5 خُمس أوقية، و1، و2، و5، و10، و20 أوقية. كان هذا العام الوحيد الذي سُكَّت فيه عملة الخُمس، حيث كانت الأوقية تعادل خمسة فرنكات إفريقية، مما جعل الخُمس يعادل الفرنك (الذي لم يكن له تقسيمات). أُصدرت أحدث العملات المعدنية في عام 2003 (1 أوقية) وعام 2004 (باقي الفئات). تُسك العملات في دار سك العملات في كرمنيتسا بسلوفاكيا. شهدت العملة تغييرات طفيفة في عام 2009، حيث قُدمت عملة 1 أوقية بحجم أصغر وتركيب مطلي، وعملة 20 أوقية معدنية ثنائية المعدن. وفي ديسمبر 2010، أُصدرت عملة ثنائية المعدن من فئة 50 أوقية.

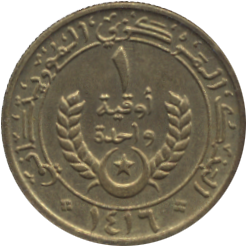
وجه عملة بقيمة 1 أوقية مصنوعة من البرونز والألومنيوم.
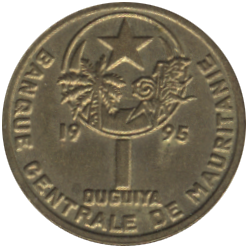
الوجه الخلفي لعملة نقدية بقيمة 1 أوقية، مصنوعة من البرونز والألومنيوم.

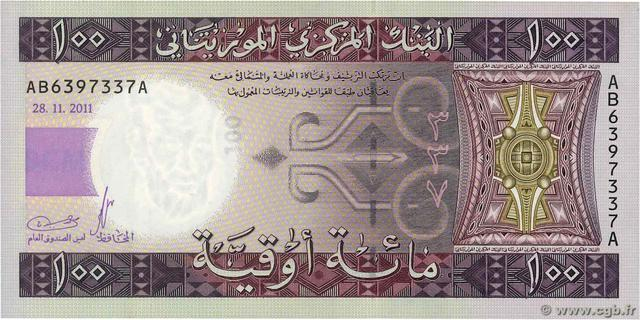
وجه ورقة نقدية بقيمة 100 أوقية صدرت في عام 2011 تحمل أرقامًا عربية شرقية. يتضمن الوجه الخلفي نصوصًا باللغة الفرنسية والأرقام العربية الغربية.

### الأوراق النقدية
في عام 1973، أصدر البنك المركزي الموريتاني أوراقا نقدية من فئة 100، و200، و1000 أوقية. وفي عام 1974، صدرت سلسلة ثانية من الأوراق النقدية بنفس الفئات، وأضيفت أوراق نقدية بقيمة 500 أوقية في عام 1979. طُبِعت الأوراق النقدية بواسطة شركة Giesecke & Devrient في ميونخ، بدءًا من الإصدار الثاني.
أُصدرت أوراق نقدية وعملات معدنية جديدة في عام 2004. تحتوي هذه الأوراق النقدية على واجهات جديدة تمامًا وأُعيد تصميم الصور المصغرة الموجودة على الجوانب الخلفية لتتناسب مع التخفيض في الحجم. وأُضيفت فئة الـ 2000 أوقية كفئة جديدة كليًا.
جميع الأوراق النقدية، باستثناء فئات 100 و200 أوقية، تحمل القيمة النقدية بالأرقام العربية في رقعة ثلاثية الأبعاد على الجهة الأمامية اليمنى. تظهر الأرقام التسلسلية لجميع الفئات الآن أفقيًا في أعلى اليسار وأسفل الوسط، وعموديًا في أقصى اليمين، مع تنسيق يتضمن بادئة مكونة من حرفين، ورقم تسلسلي مكون من 7 أرقام، ولاحقة مكونة من حرف واحد.
قُدِّمت فئة جديدة تمامًا بقيمة 5000 أوقية بتاريخ 28 نوفمبر 2009 في 8 أغسطس 2010، تلتها فئة جديدة بقيمة 2000 أوقية بتاريخ 28 نوفمبر 2011 صدرت في 1 فبراير 2012. 

## الأوقية الثانية (MRU)
أعلن البنك المركزي الموريتاني، في 5 ديسمبر 2017، عن إعادة تقييم عملته بمعدل 1:10. وكجزء من عملية إعادة التصنيف، أُصدرت سلسلة جديدة من العملات المعدنية بفئات خُمس أوقية، و1، و5، و10، و 20 أوقية، حيث سُكَّت الأخيرة كعملة معدنية ثلاثية المعادن وسلسلة جديدة من الأوراق النقدية من فئات 50، 100، 200، 500 و 1000 أوقية. طُبِعت الأوراق النقدية الجديدة من فئة الأوقية الصادرة لإعادة تصنيفها بالكامل باستخدام مادة البوليمر ‏. نتيجة لهذا التغيير، عُدِّلت رموز العملة ISO للأوقية إلى MRU / 929 وأُلغيت رموز MRO / 478 الحالية وفقًا لتعديل ISO 4217 رقم 165 بتاريخ 14 ديسمبر 2017.  أُصدرت عملة معدنية بقيمة 2 أوقية للتداول في عام 2018، لتكون بمثابة فئة وسيطة للعملات المعدنية من فئة 1 و5 أوقية المتداولة بالفعل. أصدر البنك المركزي الموريتاني يوم 28 نوفمبر 2021 ورقة نقدية من فئة 20 أوقية، متداولة مع العملة المعدنية من نفس الفئة المتداولة. في 15 يونيو 2023، أصدر البنك المركزي الموريتاني ورقة نقدية جديدة بقيمة 50 أوقية احتفالاً بمرور 50 عامًا على تداول الأوقية في موريتانيا، متداولة بالتزامن مع الورقة النقدية السابقة من نفس الفئة. 

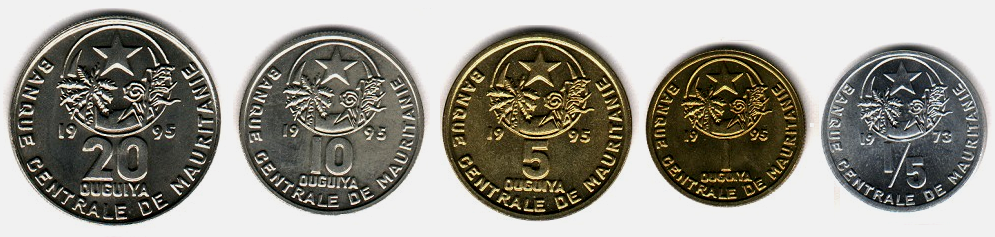
العملات المعدنية للأوقية الموريتانية

| الأوراق النقدية للأوقية الموريتانية (إصدارات 2017) | الأوراق النقدية للأوقية الموريتانية (إصدارات 2017) | الأوراق النقدية للأوقية الموريتانية (إصدارات 2017) | الأوراق النقدية للأوقية الموريتانية (إصدارات 2017) | الأوراق النقدية للأوقية الموريتانية (إصدارات 2017) | الأوراق النقدية للأوقية الموريتانية (إصدارات 2017) | الأوراق النقدية للأوقية الموريتانية (إصدارات 2017) |
| صورة                                               | صورة                                               | القيمة                                             | اللون الرئيسي                                      | الوصف                                              | الوصف                                              | تاريخ الإصدار                                      |
| الوجه                                              | عكس                                                | القيمة                                             | اللون الرئيسي                                      | الوجه                                              | عكس                                                | تاريخ الإصدار                                      |
| -------------------------------------------------- | -------------------------------------------------- | -------------------------------------------------- | -------------------------------------------------- | -------------------------------------------------- | -------------------------------------------------- | -------------------------------------------------- |
|                                                    |                                                    | 20 اوقية                                           | أحمر                                               | مسجد جاتاجا الكبير في كيهيدي                       | تكوين الريشات                                      | 28 نوفمبر 2020                                     |
|                                                    |                                                    | 50 أوقية                                           | بنفسجي                                             | مسجد ابن عباس ، نواكشوط                            | إبريق الشاي                                        | 28 نوفمبر 2017                                     |
|                                                    |                                                    | 100 اوقية                                          | الأخضر                                             | برج                                                | الماشية                                            | 28 نوفمبر 2017                                     |
|                                                    |                                                    | 200 اوقية                                          | الأصفر                                             | برج                                                | الجمال                                             | 28 نوفمبر 2017                                     |
|                                                    |                                                    | 500 اوقية                                          | الأزرق                                             | برج                                                | سفينة صيد ؛ سمك                                    | 28 نوفمبر 2017                                     |
|                                                    |                                                    | 1000 اوقية                                         | البني                                              | برج                                                | قاطرة قطار خام                                     | 28 نوفمبر 2017                                     |

الوجه الأمامي لعملة من فئة 20 أوقية إصدار 2022
الوجه الخلفي لعملة من فئة 20 أوقية إصدار 2022

## سعر الصرف MRU الحالي
| من Yahoo! Finance: | AUD CAD CHF EUR GBP HKD JPY USD |
| من XE.com:         | AUD CAD CHF EUR GBP HKD JPY USD |
| من Investing.com:  | AUD CAD CHF EUR GBP HKD JPY USD |
| منOANDA.com:       | AUD CAD CHF EUR GBP HKD JPY USD |

## وصلات خارجية
- بنك موريتانيا المركزي
- وثائقي من إنتاج البنك المركزي الموريتاني حول تاريخ العملة الموريتانية الأوقية